# Umkomaas
Umkomaas ist eine Küstenstadt der South Coast KwaZulu-Natals in Südafrika. 2011 hatte sie 2.716 Einwohner. Die Stadt entstand, nachdem 1819 ein Hafen an der Mündung des schiffbaren Mkomazi gebaut worden war. Über diesen Hafen wurde Zucker exportiert. Als Durbans Hafen ausgebaggert und damit von hinderlichen Untiefen befreit wurde und die Eisenbahn als weitere Transportmöglichkeit auftrat, sank die Bedeutung des Hafens erheblich  – ähnlich wie bei dem Hafen von Port Shepstone.
Ihren Namen erhielt die Stadt von den vielen Walen, die in den flachen Gewässern der Flussmündung ihre Jungen zur Welt brachten. Die Zulubezeichnung für den Fluss uMkhomazi („Ort der Walkühe“) kommt daher. Die Siedlung hieß früher South Barrow und der Vorort Ilfracombe wurde North Barrow genannt.
Die Stadt liegt 48 Kilometer südlich vom Zentrum Durbans auf einer Höhe von 36 Metern über dem Meeresspiegel. Sie ist mit dem Zug und über die Nationalstraße N2 und die alte Küstenstraße R102 (Old Main Road) erreichbar.

## Klima
Die durchschnittliche Niederschlagsmenge in Umkomaas beträgt 805 Millimeter im Jahr. Der meiste Niederschlag fällt im Sommer (Oktober bis März). Die geringste Niederschlagsmenge gibt es mit 16 Millimetern im Juni. Der meiste Niederschlag fällt im Januar (111 Millimeter). Die durchschnittliche Höchsttemperatur in Umkomaas variiert von 22 °C im Juli bis zu 27,1 °C im Februar. Der kälteste Monat ist der Juli. Hier liegen die durchschnittlichen Tiefsttemperaturen nachts bei 9,5 °C.

## Industrie
Ende der 1950er Jahre bauten italienische Unternehmer die große Saiccor-Fabrik zur industriellen Zellulosegewinnung auf. Das Werk befindet sich in der Nähe der Stadt, aber weiter im Landesinneren, und liegt direkt am Fluss. Infolge der Unternehmensgründung wanderten viele Italiener – hauptsächlich aus der Gegend um Udine – nach Südafrika aus. Umkomaas gehört zu den Städten mit den meisten Italienern (im Verhältnis zur Einwohnerzahl) in Afrika südlich der Sahara.
Das Saiccor-Werk ist schon seit einiger Zeit umstritten. Es wurde in den 1990er Jahren vom Großunternehmen für Zelluloseprodukte Sappi aufgekauft. Obwohl an diesem Standort weiterhin Tausende Arbeitsplätze bereitstellt und seinen Arbeitern eine Lebensgrundlage bietet, wurden Bedenken wegen des Auftretens von Asthma und anderen Gesundheitsproblemen bei den Kindern der nahegelegenen Schule geäußert.
Außerdem werden große Mengen an Abwasser ins Meer geleitet und Ende der 1990er Jahre wurden große Erweiterungen des Abflusssystems vorgenommen, obwohl Saiccor lange Zeit behauptete, das Abwasser sei größtenteils unbedenklich. Ein bekannt gewordener Protestakt wurde in den 1990er Jahren durchgeführt, als ein Mann uneingeladen zu einer Unternehmensfeier erschien und die Führungspersonen herausforderte, ein Glas des Abwassers zu trinken.

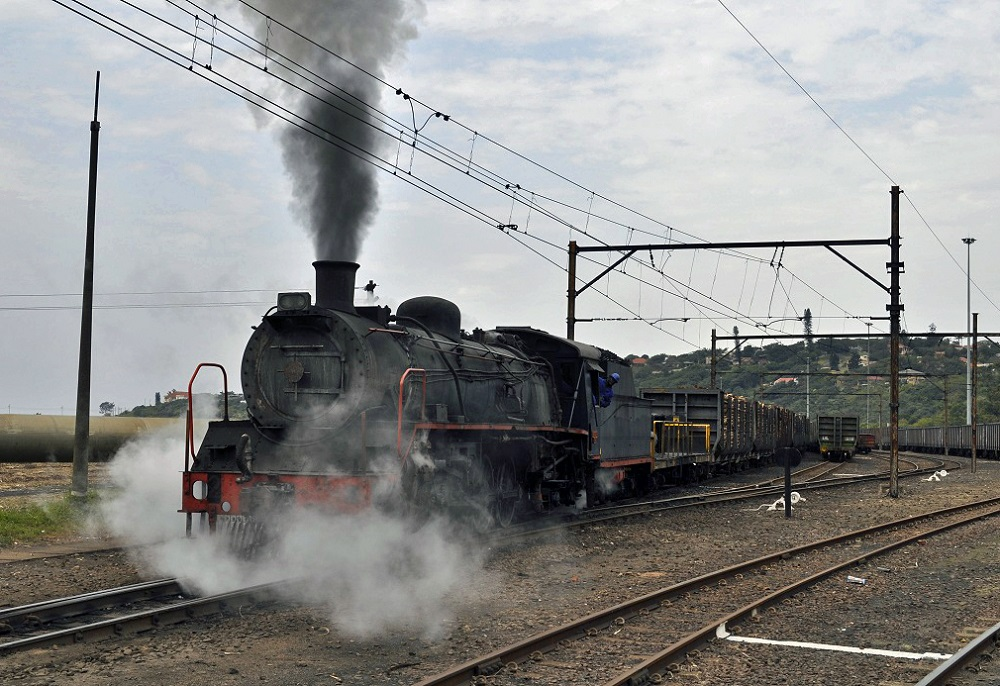
Gütertransport bei Umkomaas

Heute ist Saiccor der weltgrößte Hersteller von chemischer Zellulose und stellt etwas mehr als 1000 direkte Arbeitsplätze bereit. Die hier produzierte Masse aus Holzstoff wird größtenteils zu Acetat und Cellophan weiterverarbeitet.
Weitere Industriezweige in der Gegend sind die Steingewinnung und Möbelherstellung. Die Infrastruktur wurde von und für Saiccor ausgebaut. Es gibt auch eine Bahnstrecke entlang der Küste, die von Transnet Freight Rail betrieben wird. Hier fährt gelegentlich die Dampflokomotive Banana Express.
Außerdem gibt es große Anpflanzungen der hier nicht heimischen Kiefer, hauptsächlich für Saiccor. In der Landwirtschaft wird größtenteils Zuckerrohr angebaut.

## Mkomazi River
Der Umkomaas oder Mkomazi River ist als größter Fluss der South Coast ein prägendes Merkmal der Landschaft. Gelegentlich finden auf dem Fluss Floßrennen, Kanuwettbewerbe und andere Sportveranstaltungen statt. Während der Trockenzeit im Winter verschlammt der Fluss, aber nach starken Regenfällen werden große Menge der braunen Ablagerungen wieder in den Indischen Ozean geschwemmt.

## Tourismus und Tauchsport
Weitere touristische Attraktionen sind unter anderen der Umkomaas Golf Course, der als einer der besten Golfplätze in KwaZulu-Natal gilt und Heimatgolfplatz von Tim Clark ist, und das Empisini Nature Reserve mit einem Wasserfall und verschiedenen Wanderwegen durch das bewaldete Gebiet. In der Nähe von Umkomaas liegt auch die Siedlung Clansthal, wo der Umweltschützer Tony Pooley in den 1980er und 90er Jahren lebte. Auch der schwedische Tennisspieler Mats Wilander kam regelmäßig in diese Gegend.
Das Korallenriff Aliwal Shoal, das fünf Kilometer von der Küste entfernt liegt, bietet sehr gute Möglichkeiten zum Tauchen, für die Umkomaas bekannt ist. Im flachen Wasser um das Riff findet man Sandtigerhaie, Dorsche und viele andere Tierarten. Der Tauchtourismus ist in den Jahren um 2000 stark angewachsen. Außerdem gibt es zwei Schiffswracks, die Nebo und die Produce, die dort schon lange vor dem aktuellen Anstieg der Beliebtheit lagen.

## Schulen und Vororte
In Umkomaas gibt es unter anderem eine Grundschule, die 1913 gegründet wurde.
Zu den Vororten der Stadt gehören Widenham, wegen der großen von Sträuchern bewachsenen Sanddüne auch Sand City (deutsch „Sandstadt“) genannt, und die Plansiedlung Saiccor Village, die in 1950er und 60er Jahren für die Arbeiter von Saiccor gebaut wurde. Badestrände gibt es in Widenham und am Nordufer des Mkomazi in der Nähe von Ilfracombe. Hier befindet sich auch der Ausgangspunkt für viele Boot- und Tauchausflüge zum Aliwal Shoal.
Diese Gegend mit Widenham, Saiccor Village und Ilfracombe hat etwa 4500 Einwohner.
Zu den Nachbarorten gehören Roseneath, Clansthal, Magabeni, Craigieburn und Umgababa.

## Fauna
Das offizielle Symboltier von Umkomaas ist der Wal. Abbildungen von Walen gibt es überall in der Stadt, angefangen bei Wandmalereien bis hin zur Uniform der hier ansässigen Schule. Von Juni bis Oktober können Buckelwale in der Umgebung des Aliwal Shoal gesichtet werden. Sandtiger- und Bullenhaie wurden an der Flussmündung gesichtet, insbesondere infolge des Zyklons Demoina im Jahr 1984 und der Stürme im September 1987.
In der Umgebung gibt es viele Schlangen, von denen die meisten harmlos sind, zum Beispiel Weißlippen-Schlangen (Crotaphopeltis hotamboeia) und Afrikanische Haus-Schlangen (Lamprophis fuliginosus). Es gibt hier weniger Affen als in Scottburgh, aber sehr viele Vögel, zum Beispiel gesellige und freundliche Hagedasche. Auch kleine Wildkatzen, wie Ginster- und Zibetkatzen, wurden gesichtet, allerdings sehr selten. Krokodile gibt es in der Umgebung von Freeland Park und dem unteren Amahlongwa-Fluss acht Kilometer südlich, aber nicht in Umkomaas selbst. Im Empisini Nature Reserve leben sehr viele Ducker und auch Buschböcke sieht man dort.
Ein großes Naturereignis, das fast jedes Jahr stattfindet, ist der sogenannte Sardine Run, eine Sardinenwanderung von der Wild Coast und anderen südlichen Gewässern in die wärmeren Gebiete von KwaZulu-Natal. Meist findet diese Migration im Juli statt. Die Sardinen locken viele Seevögel, Haie und andere Raubfische in einem Ausmaß an, das sonst selten beobachtet werden kann. Jeff Corwin hat für Animal Planet Aufnahmen des Sardine Run gemacht.

## Sonstiges
Umkomaas gehört zu den Küstenstädten, die im März 2007 von schweren Stürmen und Riesenwellen betroffen waren. Strandpromenaden und der Gebäudekomplex The Whaler wurden dabei beschädigt.
Im Zweiten Weltkrieg stürzte eine Kittyhawk bei Umkomaas ab. Es wird vermutet, dass das Flugzeug am Südufer des Mkomazi zwischen der Stadt und dem Standort von Saiccor im Treibsand versank. In den 1980er Jahren versuchte eine Gruppe aus Umkomaas, das Wrack zu bergen, aber da die genaue Lage immer noch nicht bekannt ist, blieben alle Versuche erfolglos. Daher gibt es immer noch viele Spekulationen über die genaue Position, an der das Flugzeug liegen könne.